# Temple Grafton
Temple Grafton – wieś w Anglii, w hrabstwie Warwickshire, w dystrykcie Stratford-on-Avon. Leży 19 km na południowy zachód od miasta Warwick i 139 km na północny zachód od Londynu.